# 新潟県立新発田商業高等学校
新潟県立新発田商業高等学校（にいがたけんりつしばたしょうぎょうこうとうがっこう）は、新潟県新発田市に所在する県立商業高等学校。

## 概要
新潟県立高校の中で、商業科を設置する高校としては最東端に位置している。かつては商業・工業・普通科の3学科を備える総合高校であったが、現在は商業系2学科の商業高校となっている。
略称は「芝商」。

## 沿革

### 概要
同校の創立は1917年に開校した町立新発田商業学校にさかのぼる。その後の変遷の中で、一時は普通科・商業科・工業科をそなえる総合高校となったが、1983年に普通科と工業科を新潟県立新発田南高等学校として分離し、同校はふたたび商業高校（情報処理科・商業科の2学科）となった。

### 年表
- 1917年4月14日 - 新発田町立新発田商業学校として設立認可。
- 1917年5月10日 - 授業開始。
- 1918年12月2日 - 新発田城三の丸に新校舎が完成し、新発田尋常高等小学校内の仮校舎より移転。
- 1928年4月1日 - 県立移管により新潟県立新発田商業学校となる。
- 1930年6月5日 - 新発田町字清水谷郷の新校舎に移転（新発田南高校の現校地）。
- 1944年4月1日 - 戦時非常措置方策により工業学校に転換し、新潟県立新発田工業学校となる。
- 1948年4月1日 - 学制改革により新潟県立新発田商工高等学校となり、土木科・建築科・商業科を置く。
- 1948年6月1日 - 普通科を置く。
- 1983年4月1日 - 普通科・工業科を分離して新潟県立新発田南高等学校とし、本校（商業科）は県立新発田商業高等学校となって現在地に移転する。
- 1987年4月1日 - 情報処理科を置く。
- 2007年2月5日 － バレーボール部が新潟県代表として全国高等学校バレーボール選抜優勝大会に出場決定。
- 2007年10月27日 － 創立90周年記念式典・記念講演会を挙行する。
- 2023年3月7日 - 情報処理科の募集が停止となる。

## 校歌
- 『新潟県立新発田商業高等学校校歌』（作詞：相馬御風・作曲：室崎琴月）[1]

## 学校行事
- 4月 - 入学式・観桜会
- 6月 - 体育祭
- 10月 - 2年生修学旅行
- 11月 - 芝商祭
- 12月 - 球技大会
- 3月 - 卒業式

## 部活動
バレーボール部（女子）は、高校総体に6回出場している。春の高校バレーに5回出場している。

## 交通・アクセス方法
- JR白新線・羽越本線：新発田駅 より 徒歩約20分